# Eriocapitella tomentosa
Espèce
Eriocapitella tomentosa est une espèce de plantes à fleurs de la famille des Renonculacées, indigène d'Asie.

## Description
Eriocapitella tomentosa ainsi que quatre autres taxons du même genre (E. hupehensis, E. japonica, E. vitifolia et E. × hybrida) sont connus comme des anémones à floraison automnale. Dans son habitat naturel, E. tomentosa fleurit de juillet à octobre.
Sa variété Anemone tomentosa Robustissima a des fleurs de couleur rose pâles.

## Taxonomie
Le nom correct complet (avec auteur) de ce taxon est Eriocapitella tomentosa (Maxim.) Christenh. & Byng.
Le basionyme de ce taxon est : Anemone japonica tomentosa Maxim.. 
Ce taxon porte en français le nom vernaculaire ou normalisé suivant : anémone du Japon.

### Nomenclature
L'épithète spécifique tomentosa signifie « épaissement emmêlé de poils, tomentum (rembourrage) ». En chinois, un nom commun est da huo cao (大火草),

### Synonymes
Eriocapitella tomentosa a pour synonymes :
- Anemone elegans var. tomentosa (Maxim.) Hand.-Mazz.
- Anemone hupehensis var. tomentosa (Maxim.) Hyl.
- Anemone japonica var. tomentosa Maxim.
- Anemone tomentosa (Maxim.) C.P'ei
- Anemone tomentosa (Maxim.) C.Pei
- Anemone vitifolia var. tomentosa (Maxim.) Finet & Gagnep.
- Eriocapitella vitifolia var. tomentosa (Maxim.) Nakai